# SYSTAT
SYSTAT ist der Name einer Statistik-Software sowie verschiedener Unternehmen, die dieses Produkt entwickelt und vertrieben haben bzw. dies noch tun.

## Unternehmen
Die Software Systat wurde ab den späten 1970er Jahren von Leland Wilkinson, einem Lehrbeauftragten für Psychologie an der University of Illinois at Chicago entwickelt. Er gründete zusammen mit seiner Frau im Jahr 1983 die Firma Systat.
Leland veräußerte Systat zum Jahr 1995 an das Konkurrenzunternehmen SPSS, dessen Geschäftsbereich SPSS Science Division das Produkt Systat weiter im wissenschaftlichen Markt vertrieb. Wilkinson selbst übernahm bei SPSS eine leitende Position und den zuletzt 50 Mitarbeitern wurden bei SPSS ebenfalls Arbeitsplätze angeboten. Ab 2002 konzentrierte sich SPSS auf den Bereich der Wirtschaftsanalyseprogramme und verkaufte Systat an das in Bengaluru in Indien ansässige und börsennotierte Unternehmen Cranes Software. Für Vertrieb und Anwenderunterstützung gründete Cranes in den Vereinigten Staaten die Systat Software Inc. mit Sitz in San Jose in Kalifornien sowie weltweit weitere Landesgesellschaften. Systat vertreibt neben dem gleichnamigen Produkt auch noch das Softwarepaket SigmaStat, das für statistische Analyse vorgesehen ist und den Anwender mit verschiedenen automatisierten Funktionen unterstützt.

## Software
Die Entwicklung von Systat wurde anfänglich auf Wang-Großrechnern durchgeführt. Bei Erscheinen der ersten Einzelplatzrechner auf Mikroprozessorbasis wechselte Wilkinson jedoch auf diese Plattform, da die Kompilationszeiten dort weit geringer waren. Die Software war eines der ersten Produkte aus diesem Marktsegment, das auf einen Kopierschutz verzichtete. Auch eine der Windowsversion weitgehend funktionsgleiche Version für Mac OS war relativ früh auf dem Markt.
Während der Quellcode der Software des Produktes bis 2005 noch in Fortran geschrieben war, wurde Systat ab jenem Zeitpunkt in der Version 11 erstmals in einer in C++ geschriebenen Version veröffentlicht. Die Version 12 erschien im Frühjahr 2007 mit Verbesserungen bei der Benutzerschnittstelle und verschiedenen neuen Leistungsmerkmalen.

### Funktionen
Systat unterstützt verschiedene Funktionen:
- ANOVA/MANOVA/ANCOVA
- Verteilungsanpassungen
- Bootstrapping-Methoden
- kanonische und Set-Korrelationen
- Klassifikations- und Regressionsbäume
- Cluster-Analysen
- Korrespondenz-Analysen
- Design of Experiments (DOE)
- Diskriminanz-Analysen
- Faktor-Analyse und prinzipielle Komponentenanalyse
- allgemeine lineare Modelle (GLM) und Analyse gemischter Modelle
- Qualitätsanalysen
- logistische Regression und Probit-Analysen
- Log-lineare Modelle
- Bayes-Regressionen
- Analyse fehlender Werte
- gemischte Regressionen-Hypothesen-Tests
- multidimensionale Skalierungen und Perceptual Mapping
- mehrfache lineare und nichtlineare Regressionen
- Robuste Regressionen (LMS), (LTS), (S)
- nichtparametrische Tests
- Clusteranalyse, Distanz- und Ähnlichkeitsmatrizen, Cluster-Validitäts-Indizes
- teilweise geordnete Skalenanalysen
- Pfad-Analysen (RAMONA)
- Repeated Measures
- Monte-Carlo-Analysen
- Signalerkennung und räumliche Statistiken
- Glättungsmodule
- Ridge- und Rank-Regressionen
- Post-hoc-Tests für Repeated Measures.

## Weitergehende Bedeutung
SYSTAT war auch der Name eines Befehls in den Betriebssystemen TOPS-10 und RSTS/E der Firma DEC, der dem Computernutzer den aktuellen Status des laufenden Betriebssystems anzeigte. Dazu gehörten die eingeloggten Benutzer, auf dem Computer laufende Prozesse, laufende I/O-Operationen sowie andere wichtige System Management Informationen. 
Der Befehl Systat ist darüber hinaus in Betriebssystemen vorhanden, die auf BSD zurückgehen.